# Calophya rubra
Calophya rubra är en insektsart som först beskrevs av Blanchard 1852.  Calophya rubra ingår i släktet Calophya och familjen Calophyidae. Inga underarter finns listade i Catalogue of Life.